# 4875 Ingalls
4875 Ingalls eller 1991 DJ är en asteroid i huvudbältet som upptäcktes den 19 februari 1991 av det japanska amatörastronom paret Yoshio Kushida och Reiki Kushida vid Yatsugatake-Kobuchizawa-observatoriet. Den är uppkallad efter den amerikanska författarinnan Laura Ingalls Wilder.
Asteroiden har en diameter på ungefär 5 kilometer.